# Olmsted
Olmsted és una població dels Estats Units a l'estat d'Illinois. Segons el cens del 2000 tenia 299 habitants.

## Demografia
Segons el cens del 2000, Olmsted tenia 299 habitants, 139 habitatges, i 85 famílies. La densitat de població era de 68,7 habitants/km².
Dels 139 habitatges en un 23,7% hi vivien nens de menys de 18 anys, en un 47,5% hi vivien parelles casades, en un 11,5% dones solteres, i en un 38,8% no eren unitats familiars. En el 36,7% dels habitatges hi vivien persones soles el 20,1% de les quals corresponia a persones de 65 anys o més que vivien soles. El nombre mitjà de persones vivint en cada habitatge era de 2,15 i el nombre mitjà de persones que vivien en cada família era de 2,79.
Per edats la població es repartia de la següent manera: un 21,4% tenia menys de 18 anys, un 7% entre 18 i 24, un 24,4% entre 25 i 44, un 26,4% de 45 a 60 i un 20,7% 65 anys o més.
L'edat mediana era de 43 anys. Per cada 100 dones de 18 o més anys hi havia 80,8 homes.
La renda mediana per habitatge era de 19.833 $ i la renda mediana per família de 32.188 $. Els homes tenien una renda mediana de 26.875 $ mentre que les dones 23.750 $. La renda per capita de la població era de 13.615 $. Aproximadament el 16,9% de les famílies i el 21,7% de la població estaven per davall del llindar de pobresa.

## Poblacions més properes
El següent diagrama mostra les poblacions més properes.